# بیسدورف (برلین)
بیسدورف (به آلمانی: Berlin-Biesdorf) یک منطقهٔ مسکونی در آلمان است که در Marzahn-Hellersdorf واقع شده‌است. بیسدورف ۲۶٬۳۱۲ نفر جمعیت دارد.

## نگارخانه

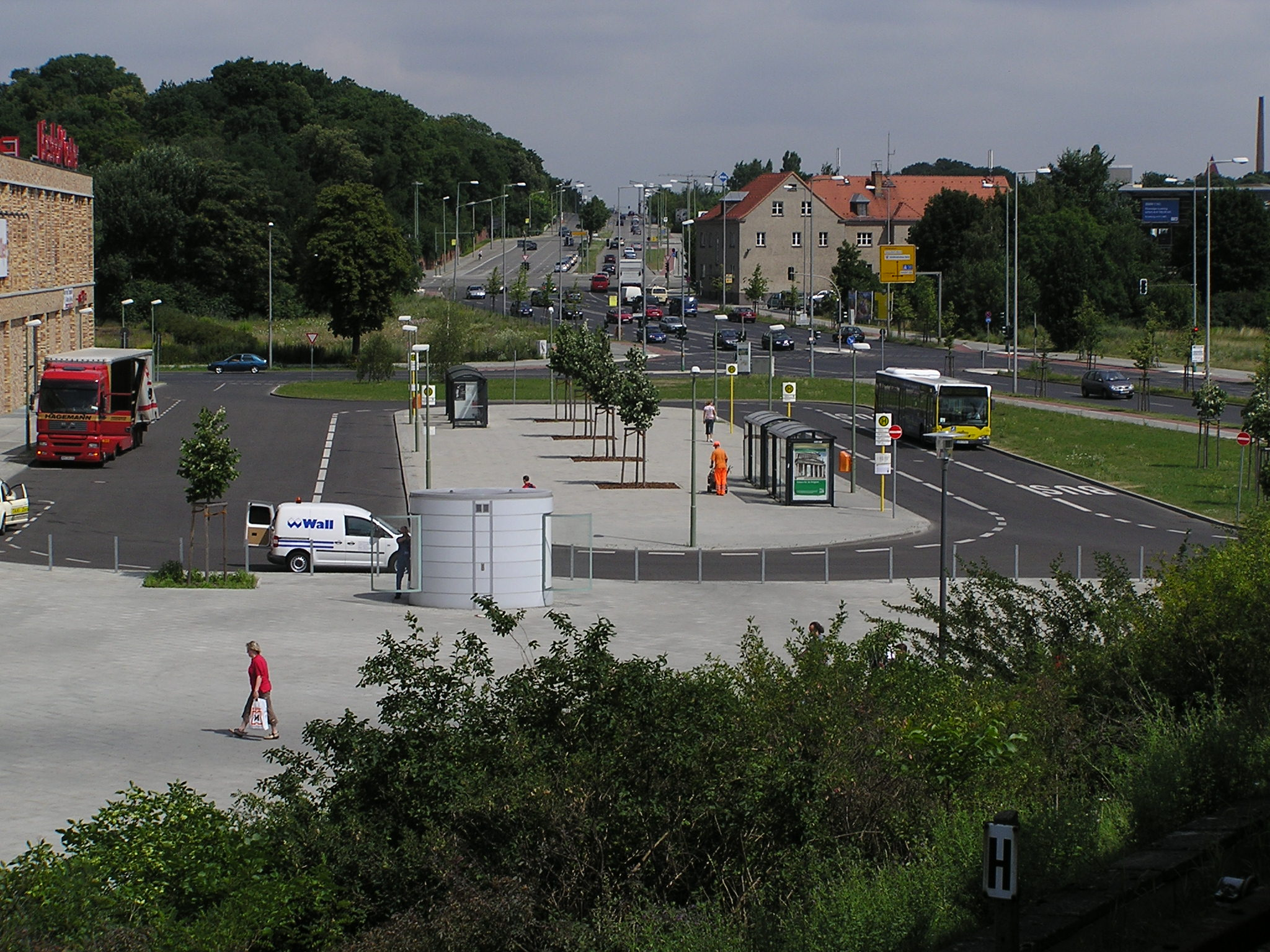
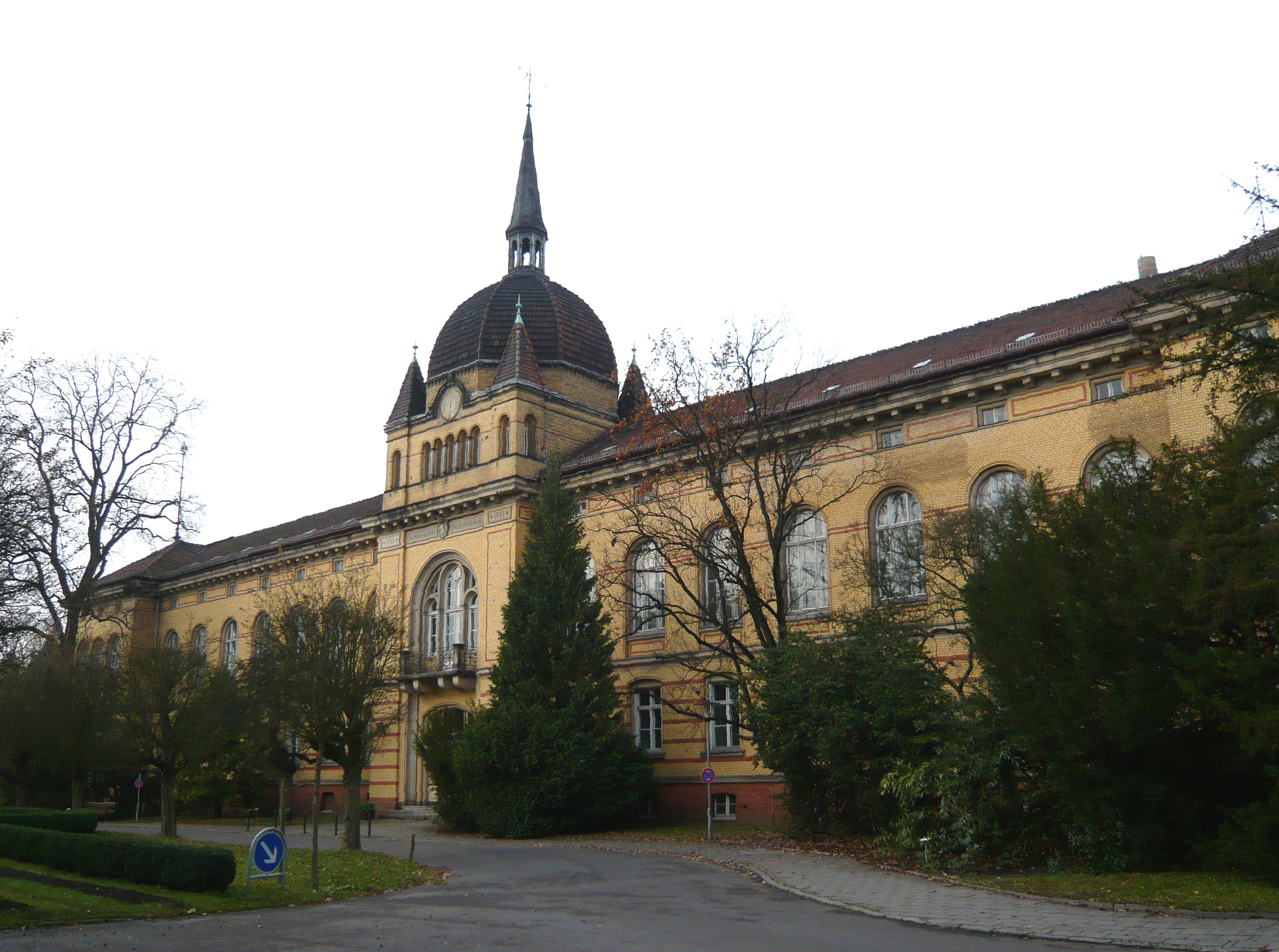
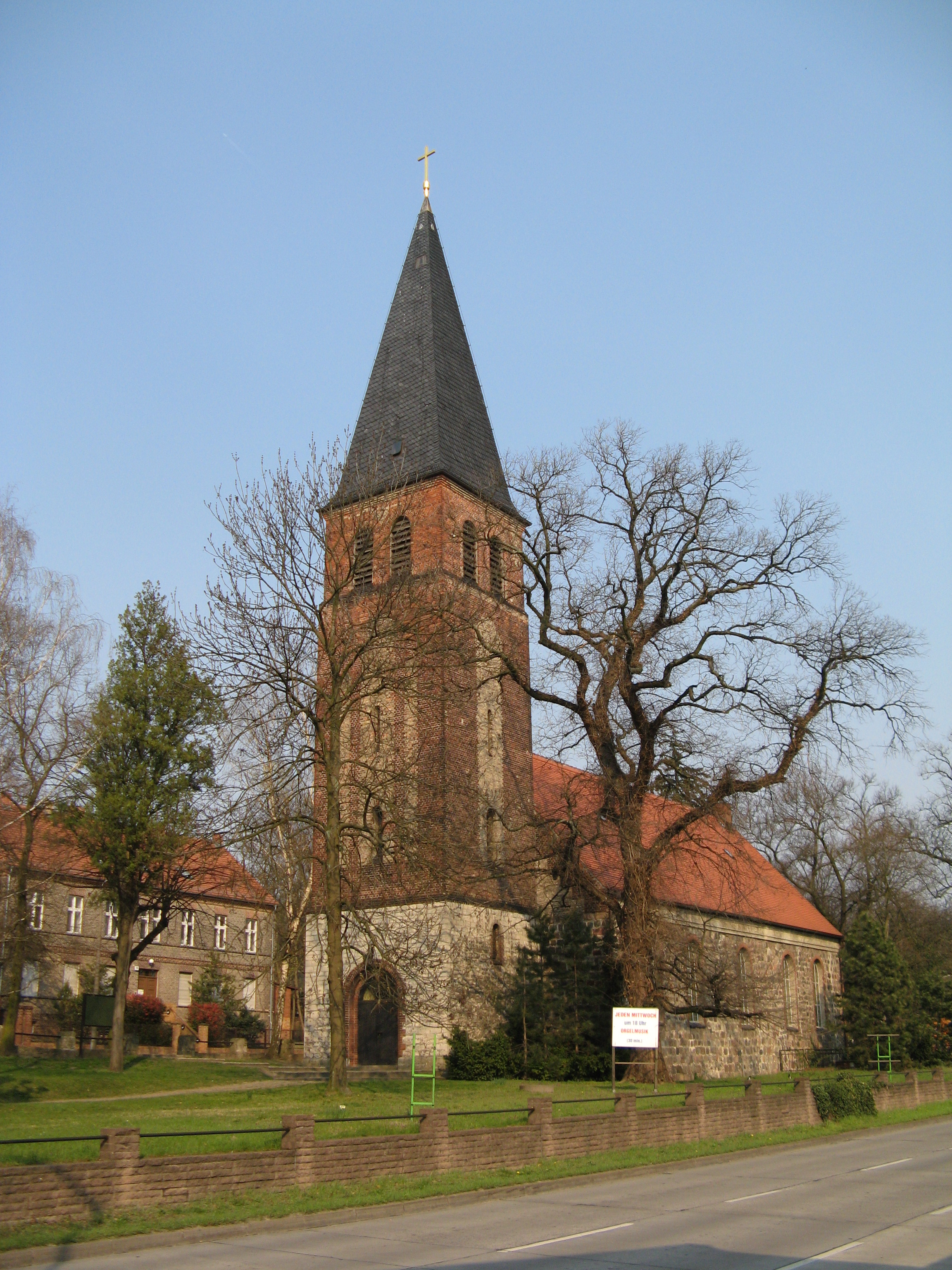
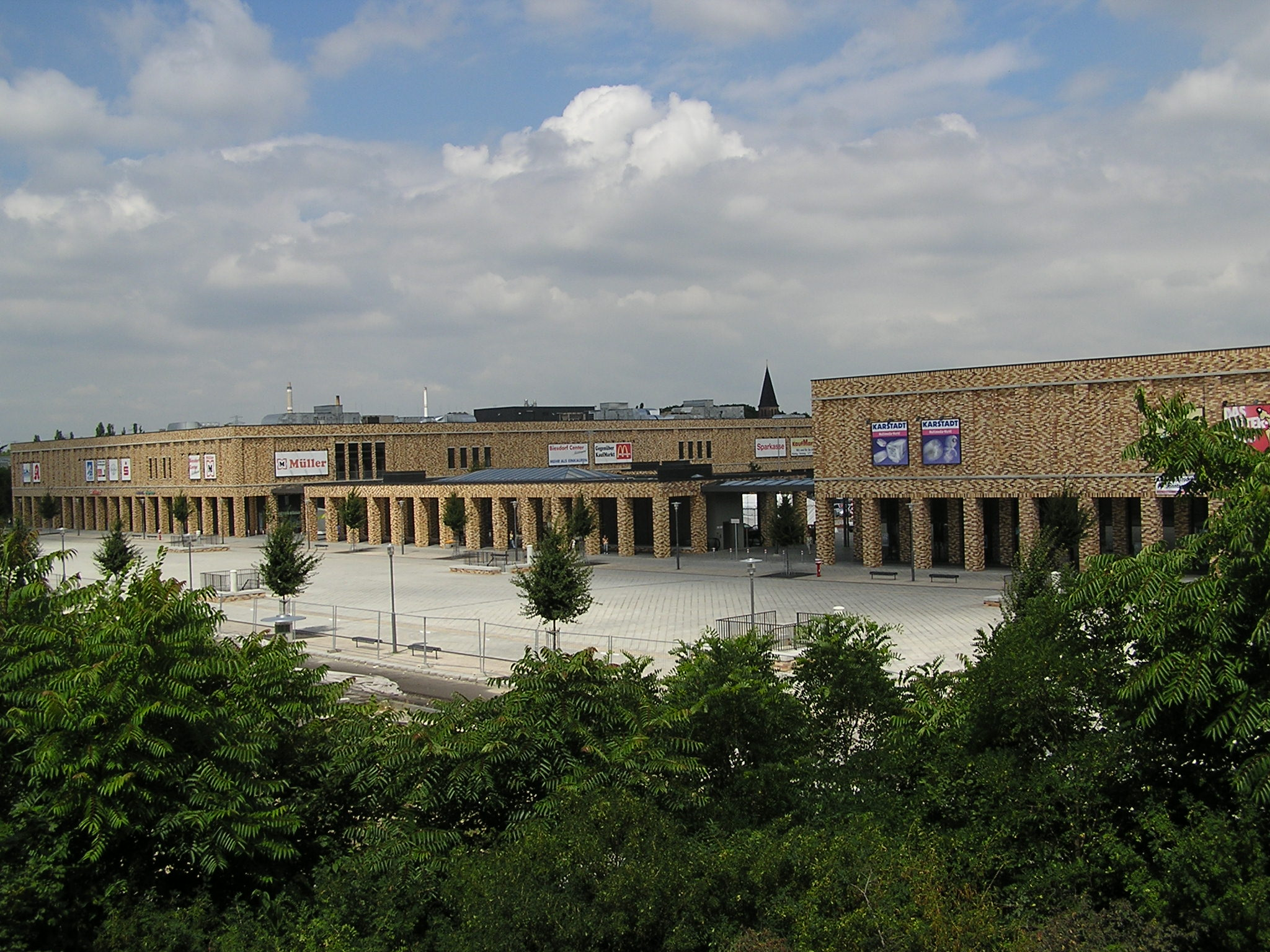